# 苫小牧市公設地方卸売市場
苫小牧市公設地方卸売市場（とまこまいしこうせつちほうおろしうりいちば）は、北海道苫小牧市に存在する卸売市場。開設者は苫小牧市市長。

## 概要
生鮮食料品等の取引の適正化とその健全な運営を確保し、生産と流通の円滑化と市民等の生活の安定を図るために設置された卸売市場。1953年に北海道初の公設魚菜卸売市場として浜町123番地に開設された後、移転、拡張が行われた。
水産物部、青果部の二部門からなる。
- 青果部（2019年開場日数257日） - 苫小牧市港町2丁目2番2号
- 水産物部（2019年開場日数258日） - 苫小牧市汐見町1丁目1番13号

かつて花卉部も存在したが、2023年1月1日より株式会社苫花へ民間移譲し、苫花地方卸売市場となった。
- 花卉部（2019年開場日数255日） - 苫小牧市末広町2丁目1番1号

## 取引の傾向
青果部は、1978年に仲卸人制度を導入した当時、5社が参入していたが、野菜の取扱量が落ちるにしたがって苫小牧合同青果、道南青果、コ・ジャスナの3社へ減少。2019年7月からは、青森県八戸市の東北青果が新たに参入して道産野菜の取り扱いを行う見込み。
2019年6月、苫小牧市は「苫小牧市市場経営展望（2019-2033年度）」を策定。将来に向けて人口減少や高齢化、流通の多様化などで市場の取扱量が低迷する懸念が盛り込まれた。これを受けて苫小牧市は、同年9月11日に開催された市議会文教経済委員会にて、市場使用料と施設使用料を減額して対応していく方針を示した。